# 스도 유스케
스도 유스케(일본어: 須藤 右介, 1986년 5월 7일 ~ )는 일본의 전 축구 선수이다.

## 구단 경력
과거 나고야 그램퍼스 에이트, 요코하마 FC, 마쓰모토 야마가 FC, 사우게이루, 톰벤시, FC 기후, SC 사가미하라에서 활동하였다.